# Гонзо-журналістика

«Кулак гонзо» з двома великими пальцями, що тримає пуп'янок пейоту, було використано в кампанії Гантера Томпсона 1970 року на посаду шерифа в Аспені, штат Колорадо. Він став символом Томпсона і гонзо-журналістики в цілому.

Гонзо-журналістика (англ. Gonzo — божевільний, навіжений) — напрямок у журналістиці, характерний суб'єктивним, агресивним стилем оповіді з використанням ненормативної лексики, сарказму, перебільшення. Ведеться від першої особи. Репортер виступає учасником подій і описує власні відчуття та емоції, дає оцінку тому, що відбувається.
Гонзо-журналістика є відгалуженням так званої нової журналістики, руху 1960-х, фундаторами якого були письменники Гантер Томпсон, Том Вульф, Трумен Капоте, Лестер Бенгс і Джордж Плімптон.

## Походження терміна
Термін «гонзо» вперше був ужитий редактором журналу The Boston Globe Біллом Кардосо 1970 року в рецензії на статтю Гантера Томпсона «Дербі в Кентуккі: занепадницько і розпусно» (англ. The Kentucky Derby Is Decadent and Depraved), в якій промайнула фраза: «Це чистий гонзо-журналізм». Пізніше Кардосо пояснював, що запозичив це слово з ірландського сленгу і воно означає останнього, хто стоїть на ногах після пиятики. Також редактор казав, що коріння слова «гонзо» — виходять з французького «gonzeaux», що в дослівному перекладі означає «сяючий шлях». А в біографії Томпсона згадується, що слово «гонзо» було взято з назви пісні нью-орлеанського джазового музиканта Джеймса Букера.
За задумом Томпсона «Дербі в Кентуккі» мала бути звичайним репортажем з кінних перегонів. Проте, на іподромі Томпсона вразила публіка цього дійства — самі лиш п'яниці, які постійно матюкалися. Він зробив репортажні замальовки побаченого, щедро приправивши текст власними їдкими зауваженнями і уривками з підслуханих балачок. Вчасно дописати статтю він не встигав, тому надіслав редактору просто нотатки із записника. А той їх так і опублікував, чим викликав суспільний резонанс.

Після написання історії «Дербі в Кентуккі» Гантер С. Томпсон почав ретельно вдосконалювати гонзо-стиль, хоча сам стиль можна було вважати досить примітивним та сирим на той час. Він вважав свій роман «Страх і відраза в Лас-Вегасі» невдалим експериментом істинного гонзо-стилю. Та незважаючи на це застереження, у своїх ранніх записах Томпсон так використав «гонзо», аби описати свою роботу:
Але що було історією? Ніхто не спромігся сказати. Тому ми мали відкопати її самостійно. Вільне підприємництво. Американська мрія. Гораціо Елджер збожеволів від наркотиків у Лас-Вегасі. Зробити це зараз: чистий гонзо-журналізм. (Томпсон, 1998)
До кінця 1971 року «Страх і відраза в Лас-Вегасі» мав успіх, і Томпсон знайшов власний стиль та напрям. Його «гонзо» стало новою журналістикою з родзинкою. Але зрозуміло, що це не стосується усіх журналістів-сучасників Томпсона, які характеризували себе представниками нової журналістики.
Новій журналістиці було вже приблизно 10 років, коли Томпсон нарешті відзначився як професіонал гонзо-мистецтва. Гонзо — це екстремальна версія стилю нової журналістики, і сьогодні може бути класифікована як піджанр. Цей літературний стиль американської нової журналістики асоціюється більше з незадоволеною групою авторів, що працювали у щоденних газетах на початку 1960-х. За словами одного з його провідних членів, ця група прийшла до усвідомлення того, що можливо писати журналістику «яка буде читатися — як роман» (Вольф, 1977).

Журналістський стиль Гантера Томпсона був смішним та близьким до народу. Репортер Джон Філіетру дав таке визначення: 
[Гонзо] може бути визначена тільки як те, що робить Гантер Томпсон … Стиль, як правило, складається зі злиття реальності і фантазії таким способом, що забавляє автора і обурює його аудиторію. (1975)
Маккін продовжив це визначення: "Гонзо практично не вимагає переписувань. Репортер та пошук інформації — ось головна ціль. Нотатки, уривки з інших статей, розшифровані інтерв'ю, стенографічні телефонні розмови, листи — одні із найбільш важливих елементів гонзо-журналістики (1991).
The Collins Italian Dictionary визначає термін «гонзо» як «простак, бовдур, дурень». А Collins English Dictionary продовжує це пояснення і розділяє його на дві частини:
1. Дикий і божевільний;
2. (Журналістика) Неодмінно включає почуття автора в момент того, коли він є свідком подій або на собі переносить досвід, про який пише.

Термін «гонзо» як і фраза «страх та ненависть» тісно пов'язаний зі стилем репортажу Томпсона. Спираючись на його роботи, виділяють наступні ознаки даного напрямку журналістики:
- суміщення в одному репортажі таких тем: політики, спорту, сексу та насильства;
- використання цитат відомих людей та інших письменників, іноді як епіграфа;
- посилання на громадських діячів, акторів, музикантів та політиків;
- схильність йти від початкової теми репортажу;
- використання сарказму і/або вульгарності як гумору;
- нестандартне використання мови, винахід нових слів;
- максимальний контроль над ситуацією, що описує журналіст.[3]

Щодо розвитку цього оригінального напряму: за 40 років його існування гонзо-журналістика породила безліч шанувальників і ще більше наслідувачів. 

## Особливості стилю
Не події творять репортера, а репортер — події. — Гантер Томпсон
Гонзо — це переважно репортаж навіть з тих подій, з яких для класичного репортажу нічого взяти не можна було б. У центрі подій знаходиться автор, він не просто веде оповідь, але й є її головним героєм. Його завдання не комплексний опис самої події, а передача того, які емоції вона викликає, як почуваються її учасники. Тому гонзо-матеріалам притаманна надзвичайна емоційність і суб'єктивність.
Структура тексту довільна, вона може не відповідати жодним правилам чи канонам, прийнятим у журналістиці. Переказ подій часто є сумбурним, заплутаним і мозаїчним.

## Символ гонзо-журналістики
Символом гонзо-журналістики є шестипалий кулак, в якому затиснуто квітку пейота — кактуса, з якого виготовляють психотропту речовину мескалін. Кулак переходить у меч, гарда якого є словом «гонзо». Цей знак розробив сам Гантер Томпсон, він символізував вільну літературу та розпутний спосіб життя.

## Відомі представники гонзо-журналістики
Серед представників гонзо-журналістики можна виділити такі постаті:  Гантер Томпсон, Том Вульф, Трумен Капоте, Лестер Бенгс і Джордж Плімптон.
Гантер Стоктон Томпсон (18 липня 1937 — 20 лютого 2005) — американський журналіст та письменник, засновник гонзо-журналістики. Народився у Луїсвіллі, штат Кентуккі. Через ранню загибель батька та бідність молоді роки Томпсона пройшли дуже неспокійно. Йому не вдалося закінчити школу через ув'язнення на 60 діб за співучасть у пограбуванні. Згодом він вступив у Повітряні сили США. Протягом служби він побував у Каліфорнії, Пуерто-Рико та Бразилії, а на початку 60-х оселився в Аспені, Колорадо. Томпсон здобув міжнародну відомість після публікації роману «Янголи пекла» (1967). Для написання цієї книги від жив та подорожував з Пекельними янголами. Після публікації статті «Дербі у Кентуккі: занепад і мерзота» Томпсон став іконою контркультури з власним баченням нової журналістики, яку він охрестив як «гонзо». Це експериментальний стиль журналістики, в якому кореспондент стає центральним персонажем у власній історії. Пізніше, Томпсон написав свій найвідоміший роман, «Страх і відраза в Лас-Вегасі» (1971), в якому розмірковував над занепадом руху контркультури у 1960-х роках. Вперше роман був опублікований у журналі Rolling Stone, з яким Томпсон ще довго асоціювався. У 1998, Террі Гілліам зняв однойменний фільм, в якому головні ролі виконали Джонні Депп і Бенісіо дель Торо. У 1970 Томпсон невдало балотувався на пост шерифа в окрузі Піткін. Його закореніла ненависть до Річарда Ніксона набула слави. Томпсон казав, що Ніксон уособлює «темний, продажний, невиліковно жорстокий бік американської натури», та писав про нього у збірці статей Fear and Loathing: On the Campaign Trail '72. З середини 70-х, Томпсону було важко працювати через впізнаваність та славу. Також він був відомий за свою одвічну любов до алкоголю, заборонених наркотичних речовин, вогнепальної зброї та презирство до авторитаризму. Через низку проблем зі здоров'ям, Томпсон покінчив з життям у 2005, у віці 67 років. Згідно з заповітом, його прахом вистрілили з гармати під час похорону, влаштованого його другом Джонні Деппом.
Трумен Гарсіа Капоте (англ. Truman Garcia Capote, 30 вересня 1924 — 25 серпня 1984) — американський письменник. Писав оповідання, романи, театральні п'єси і документальні твори. За його творами було поставлено щонайменше 20 фільмів і телевізійних вистав. Деякі його твори вважаються класикою повоєнної американської літератури: зокрема «Сніданок у Тіффані» (англ. Breakfast at Tiffany's, 1958) та «З холодним серцем» (англ. In Cold Blood, 1965).
Капоте вважається класиком американської післявоєнної літератури. Він є одним із найголовніших представників «південної готики», поряд з Гарпером Лі, Вільямом Фолкнером, Карсон Маккаллерс та Теннесі Вільямсом. Головні типи творчості — художня література та документалістика. Писав в жанрі «невигаданого» роману або, так званої, «нової журналістики»
Томас Кеннерлі «Том» Вулф-молодший (англ. Thomas Kennerly "Tom" Wolfe, Jr.; 2 березня 1931 року (у деяких джерелах вказується 1930 рік, Річмонд, Віргінія, США) — американський журналіст і письменник, піонер напряму «нова журналістика» в літературі .
За твердженням письменниці Дороті Скура (англ. Dorothy Scura), Тома Вулфа називають «найзнаменитішим журналістом Америки»; також він є одним з найбільш успішно продаваних письменників в США, володарем восьми різних літературних премій і автором п'ятнадцяти книг, три з яких екранізовані і дві плануються до постановки.
Леслі Конвей Бенгс (англ. Leslie Conway Bangs, 13 грудня 1948 — 30 квітня 1982), більш відомий як Лестер Бенгс (англ. Lester Bangs) — американський журналіст, музичний критик. Йому приписують, серед іншого, введення термінів «хеві-метал» і «панк».
Свою першу публікацію здійснив у 1969 в Rolling Stone. Його рецензії були гострими і часто критичними. У 1973 його за це звільнили з Rolling Stone, заявивши, що він нешанобливо відгукується про музикантів. Лестер перейшов в журнал Creem, де і пропрацював більшу частину своєї кар'єри. Крім того, він писав для The Village Voice, Penthouse, Playboy, New Musical Express та інших журналів. Бенгс завоював славу гострого на язик, конфліктного і скандального журналіста. З його ім'ям пов'язаний термін «гонзо-журналістика».
Джордж Еймс Плімптон (англ. George Ames Plimpton, 18 березня 1927 — 25 вересня 2003) –  американський журналіст, письменник, літературний редактор, актор та спортсмен-любитель. Він був широко відомий своїми спортивними репортажами. У 1953 році увійшов до редакції впливового видання The Paris Review. Також в той час Плімптон був пов'язаний ще одним французьким журналом Merlin.
Чималої популярності набув через те, що брався за будь-які незвичайні для нього справи, в основному, для того, щоб потім описати, що з цього вийшло. Плімптон стрибав з парашутом разом з десантниками, бився на боксерському рингу з професіоналами, грав в американський футбол, і навіть недовго попрацював матадором.
Патрік Джейк О'Рурк (англ. Patrick Jake "P. J." O'Rourke, народився 14 листопада 1947) –  американський політичний сатирик, журналіст і автор. Найбільш відомими роботами у кар'єрі О'Рурка вважаються його 16 сатиричних і політично-некоректних книг про політику і культуру. Дві його книги, випущені в 1990-х роках, потрапили у «Список бестселерів за версією New York Times» — «Парламент повій» і «Дай війні шанс».
Він відомий своїм чесними і темно-сатиричними підходом до політичного і культурного життя Америки. В даний час є постійним кореспондентом The Atlantic Monthly, The American Spectator і The Weekly Standard. Він зробив внесок в роботу в таких виданнях, як, Playboy, Vanity Fair, Car and Driver і Rolling Stone.
О'Рурк був «Real Time Real Reporter» для Real Time with Bill Maher, що висвітлювали президентські вибори 2008 року. Він також опублікував книги «Про багатство народів: Книги, які змінили світ» (2007) та «Водіння, як божевільний» (2009).
Його останні публікації: «Не голосуйте! Це тільки заохочує покидьків!» (2010) і «Бейбі Бум: як це трапилось (і це не моя вина) (і я ніколи не буду робити це знов)» (2014).
Він описав президентство Барака Обами як «адміністрацію Картера в кращих светрах» в 2008 році.

## Романи у стилі гонзо
- Страх і відраза в Лас-Вегасі
- Ромовий щоденник
- «Янголи пекла»[en]